# Hello, Schoolgirl
Hello, Schoolgirl (en hangul, 순정만화; romanización revisada, Sunjeong Manhwa) es una película surcoreana de 2008. Adaptada de Love Story, un popular webtoon de Kang Full, es la segunda película dirigida por Ryu Jang-ha. Está protagonizada por Yoo Ji-tae, Lee Yeon-hee, Chae Jung-an y 
Kangin.

## Trama
Kwon Yeon-woo es un funcionario de bajo nivel un tanto ingenuo de 30 años que trabaja en una sucursal del ayuntamiento. Después de mudarse a un nuevo apartamento, se encuentra con una chica de secundaria, Soo-young, a quien ve todas las mañanas de camino a su trabajo. Ella es una joven alegre y excéntrica de 18 años que vive con su madre en el piso de abajo. Con el tiempo, los dos comienzan a desarrollar sentimientos el uno por el otro.
Mientras tanto, Kang Sook, de 22 años, acaba de comenzar a trabajar en la sucursal. Se enamora perdidamente de Kwon Ha-kyeong, de 29 años, una mujer melancólica que deambula tomando fotografías. Ella todavía se aferra a un viejo amor y trata de buscar rastros sobre él todos los días. Kang Sook continúa cortejándola, independientemente de que haya vivido en el pasado.
¿Pueden estas dos relaciones llevar alguna vez a un final feliz?

## Elenco
- Lee Yeon-hee como Soo-young
- Yoo Ji-tae como Kwon Yeon-woo
- Kangin como Kang Sook
- Chae Jung-an como Kwon Ha-kyeong
- Choi Soo-young como Jeong Da-jeong
- Na Young-hee como la madre de Soo-young
- Shin Choon-sik como el padre de la tintorería
- Lee Joo-sil como la madre de la tintorería
- Kang Full como hombre con paraguas
- Park Bo-kyung como una recién casada.[1]

## Producción
Hello Schoolgirl es la segunda película dirigida por Ryu Jang-ha, después de su debut en 2004 con Springtime. La película está adaptada del primer webtoon de Kang Full, que fue serializado en Daum, logrando que la página obtuviera 60 millones de visitas y 500 000 comentarios. Al igual que con el webtoon, la historia de la película gira en torno a dos romances poco convencionales con una notable diferencia de edad, aunque se cambiaron otros detalles de la serie original, como establecer la historia en el verano en lugar del invierno. El guion tardó dos años en completarse, y la filmación comenzó el 1 de abril de 2008.

## Estreno
Hello, Schoolgirl se estrenó en Corea del Sur el 27 de noviembre de 2008 y ocupó el primer lugar de la taquilla en su primer fin de semana con 309 065 entradas vendidas. Hasta el 21 de diciembre, la película había recibido un total de 740 379 espectadores.

## Recepción crítica
Joon Soh de The Korea Times elogió la película por conservar la esencia del webtoon a pesar de ciertos cambios de la historia original y dijo: «Ryoo logra capturar la ternura del cómic en línea, que poco a poco sale a la superficie a medida que se desarrollan las relaciones. Es una película de buena calidad y estratificada, donde cada pequeña decisión o gesto conduce a más significados y posibilidades». Sin embargo, también señaló que «hay momentos en que la película apunta demasiado a lo convencionalmente bello, sacrificando el humor incómodo y autocrítico que impulsa gran parte de las obras de Kang Full».